# Trường Sa (thị trấn)
Trường Sa là thị trấn huyện lỵ của huyện Trường Sa, tỉnh Khánh Hòa, Việt Nam.

## Địa lý
Thị trấn Trường Sa có địa giới hành chính bao gồm đảo Trường Sa và các đảo, đá, bãi phụ cận như: đảo An Bang, bãi Thuyền Chài, đảo Trường Sa Đông, đảo Phan Vinh, đá Đông, đá Lát, đá Núi Le, đá Tây, đá Tiên Nữ, đá Tốc Tan,... thuộc cụm Trường Sa và cụm An Bang (cụm Thám Hiểm) của quần đảo Trường Sa.

## Lịch sử
Thị trấn được thành lập vào ngày 11 tháng 4 năm 2007 theo Nghị định 65/2007/NĐ-CP của Chính phủ.

## Y tế
Thị trấn có một cơ sở y tế là Trung tâm Y tế thị trấn Trường Sa - một trung tâm y tế cấp khu vực - với đầy đủ phòng chức năng, phòng chuyên môn và được bảo trợ về cơ sở vật chất, chuyên môn và con người bởi Bệnh viện Trung ương Quân đội 175.

## Giao thông
Thị trấn có một sân bay khu vực là Sân bay Trường Sa có chiều dài đường băng đến 1.200m có thể tiếp nhận các máy bay cỡ nhỏ để vận chuyển con người và nhu yếu phẩm cũng như chuyển bệnh nhân vào đất liền. Phòng điều hành và bảo đảm kỹ thuật sân bay do Phòng Tham mưu, Sư đoàn 370 đảm nhiệm.
Thị trấn còn có một âu tàu với nhiều cầu cảng có thể tiếp nhận nhiều tàu thuyền cùng lúc.

## Các đảo trực thuộc
| STT | Tên đảo/đá     | Năm chiếm đóng                                                                                   | Diện tích | Dân số (người) | Ghi chú | Hình ảnh    |
| --- | -------------- | ------------------------------------------------------------------------------------------------ | --------- | -------------- | --- | ----------- |
| 1   | Trường Sa      | Việt Nam Cộng hòa đóng quân: tháng 2, 1974 Việt Nam Dân chủ Cộng hòa tiếp quản: 29 tháng 4, 1975 | 36,5 ha   | 30             | nằm cách Cam Ranh khoảng 254 hải lý (470,4 km) và cách Vũng Tàu hơn 500 km theo đường biển | không khung |
| 2   | Đá Lát         | 5 tháng 2, 1988                                                                                  | 55 ha     |                | | không khung |
| 3   | Đá Tây         | 2 tháng 12, 1987                                                                                 | 11 ha     |                | cách đảo Trường Sa 19,5 hải lý (36 km) về phía đông bắc | không khung |
| 4   | Trường Sa Đông | 4 tháng 4, 1978                                                                                  | 27 ha     |                | cách đá Tây khoảng 6 hải lý (11 km) về phía đông bắc và cách đá Đông khoảng 12,7 hải lý (23,5 km) về phía tây-tây bắc, cách Cam Ranh, Khánh Hòa khoảng 260 hải lý.                              | không khung |
| 5   | Đá Đông        | 19 tháng 2, 1988                                                                                 |           |                | | không khung |
| 6   | Phan Vinh      | 30 tháng 3, 1978                                                                                 | 115 ha    |                | cách đá Tốc Tan khoảng 14,5 hải lý (27 km) về phía tây bắc. | không khung |
| 7   | Tốc Tan        | 27 tháng 2, 1988                                                                                 | 6 ha      |                | | không khung |
| 8   | Núi Le         | 28 tháng 2, 1988                                                                                 | 7 ha      |                | | không khung |
| 9   | Tiên Nữ        | 25 tháng 1, 1988                                                                                 | 60 ha     |                | nằm cách cụm Sinh Tồn 100 km về phía nam, cách đảo Trường Sa 162 hải lý (300 km) về phía đông, cách thực thể gần nhất mà Việt Nam quản lý là đá Núi Le 27 hải lý (50 km) về phía đông-đông bắc. | không khung |
| 10  | Thuyền Chài    | 5 tháng 3 năm 1987                                                                               | 240 ha    |                | | không khung |
| 11  | An Bang        | 10 tháng 3, 1978                                                                                 | 4 ha      |                | | không khung |